# AmeCon
AmeCon è una fiera su anime e manga che si tiene a Leicester, Regno Unito, tipicamente per la durata di tre giorni, ed è la maggiore fiera del settore nel Regno Unito. La convention è stata istituita dopo che numerosi membri della commissione del Leicester Anime and Manga Club (LANMA) decisero di organizzare un piccolo evento per i residenti nel 2004. Con gli anni questo evento è diventato il più largo del settore nelle Isole britanniche.

## Edizioni
| Date              | Location                                | Città                | Visitatori | Ospiti                                                   |
| ----------------- | --------------------------------------- | -------------------- | ---------- | -------------------------------------------------------- |
| 20-22 agosto 2004 | Gilbert Murray Conference Centre, Oadby | Leicester            | 1200       | Monica Rial.                                             |
| 11-13 agosto 2006 | Università di Leicester                 | Leicester            |            | Greg Ayres e Monica Rial.                                |
| 10-12 agosto 2007 | Università di Leicester                 | Leicester            |            | Monica Rial.                                             |
| 8-10 agosto 2008  | Università di Leicester                 | Leicester            | 1800       | Kari Wahlgren                                            |
| 13-15 agosto 2010 | Keele University                        | Keele, Staffordshire |            | Brad Swaile, Akemi Solloway, Wendy Powell e Monica Rial. |